# Herman von Artens
Herman von Artens, né le 25 juin 1904 à Graz et mort le 18 février 1979, est un joueur autrichien de tennis des années 1920 et 1930.
Il est le meilleur joueur de tennis autrichien de l'entre-deux-guerres après Franz-Wilhelm Matejka.

## Carrière
Herman von Artens a atteint par trois fois les huitièmes de finale à Roland-Garros. En 1929, il perd contre Umberto de Morpurgo. En 1930, il s'incline contre Jean Borotra (6-8, 7-5, 6-0, 6-4), tout comme à Wimbledon. Il accède une dernière fois à ce niveau de compétition en 1934 grâce à des victoires sur Charles Aeschlimann et Jean Lesueur. Il est battu par le champion anglais Henry Austin (6-4, 6-0, 6-3). En 1934, il s'adjuge la Wimbledon Plate aux dépens du Britannique Raymond Tuckey.
Au sein de l'équipe d'Autriche de Coupe Davis, il a participé aux 15 rencontres disputées entre 1927 et 1934, généralement aux côtés de Franz-Wilhelm Matejka. Il s'est distingué par une victoire sur la Tchécoslovaquie en 1932 et la Yougoslavie en 1934. Son bilan dans la compétition est de 18 victoires pour 22 défaites.
Fin 1935, il s'installe à Buenos Aires où il trouve une situation. Il arrête sa carrière au début de l'année suivante.

## Palmarès (partiel)

### Titres
- 1927 : Championnats du Sud de la France, bat Brame Hillyard (2-6, 5-7, 6-1, 6-3, 10-8)
- 1930 : Merano, bat Franz-Wilhelm Matejka (6-4, 6-4, 0-6, 6-3)
- 1934 : Northern Lawn Tennis Association - Liverpool, bat Mohammed Sleem (6-4, 4-6, 6-4)
- 1935 : Welsh Championships, bat Umberto de Morpurgo (6-1, 6-3, 6-1)

### Finales
- 1929 : Championnats du Sud de la France, perd contre Emmanuel du Plaix (3-6, 6-1, 6-3, 6-0)
- 1930 : Cannes Gallia, perd contre Bill Tilden (6-0, 6-2, 6-0)
- 1930 : Cannes Carlton, perd contre Giorgio De Stefani (6-2, 4-6, 6-3, 6-2)
- 1931 : Championnat de Monaco, perd contre Enrique Maier (6-2, 5-7, 6-1, 6-3)
- 1934 : Championnats du Sud de la France, perd contre George Lyttleton-Rogers (2-6, 6-3, 2-6, 6-3, 6-2)
- 1934 : Championnats des Pays-Bas, perd contre Giorgio De Stefani (6-3, 6-1, 6-4)
- 1935 : Tournoi International d'Égypte, perd contre Roderich Menzel (6-4, 6-0, 6-0)
- 1936 : Cannes Gallia, perd contre Jacques Brugnon, (6-2, 6-1)